# Список почесних професорів НаУКМА

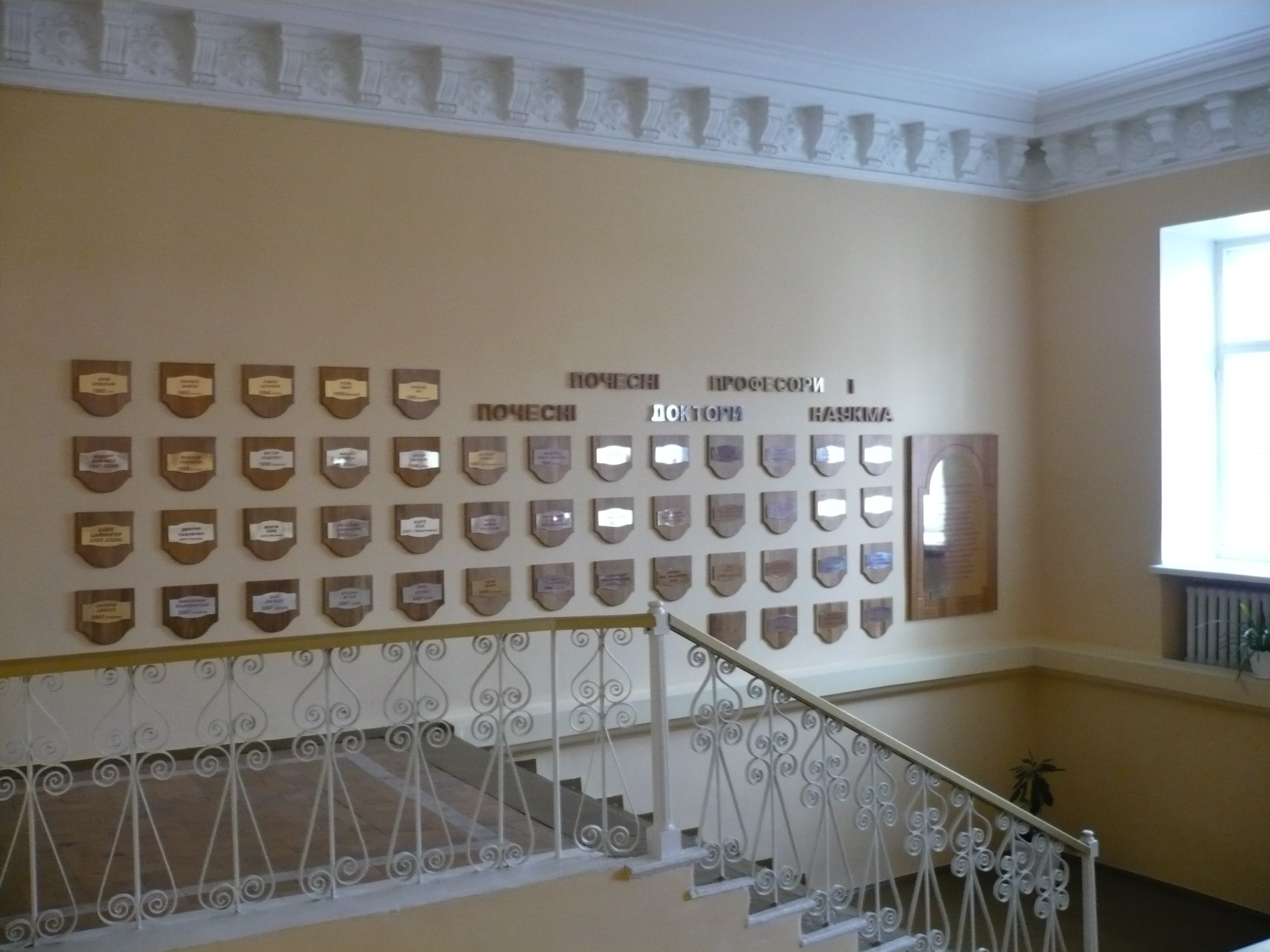
Таблички з іменами почесних докторів та професорів в НаУКМА.

| Ім'я                           | Країна     | Рік надання |
| ------------------------------ | ---------- | ----------- |
| Шевельов Юрій Володимирович    | США        | 1992        |
| Майсек Лоуренс                 | Канада     | 1993        |
| Рікер Поль                     | Франція    | 1995        |
| Шпорлюк Роман                  | США        | 1994        |
| Піч Роланд                     | Німеччина  | 1995        |
| Фізер Іван                     | США        | 1996        |
| Розумний Ярослав Григорович    | Канада     | 1996        |
| Кравченко Богдан               | Канада     | 1997        |
| Аверінцев Сергій               | Росія      | 1998        |
| Костенко Ліна Василівна        | Україна    | 1999        |
| Жулинський Микола Григорович   | Україна    | 2000        |
| Сливоцький Адріан              | США        | 2001        |
| Павличко Дмитро Васильович     | Україна    | 2002        |
| Цайнінгер Карл                 | Німеччина  | 2003        |
| Гроот Вім                      | Нідерланди | 1994        |
| Дзюба Іван Михайлович          | Україна    | 2005        |
| Міхнік Адам                    | Польща     | 2006        |
| Шевчук Валерій Олександрович   | Україна    | 2007        |
| Гаврилишин Богдан Дмитрович    | Швейцарія  | 2008        |
| Чубаров Рефат Абдурахманович   | Україна    | 2009        |
| Грицак Ярослав Йосипович       | Україна    | 2010        |
| Броджі-Беркофф Джованна        | Італія     | 2011        |
| Білокінь Сергій Іванович       | Україна    | 2012        |
| Наливайко Дмитро Сергійович    | Україна    | 2013        |
| Маліцький Ян                   | Польща     | 2014        |
| Попович Мирослав Володимирович | Україна    | 2015        |
| Яцків Ярослав Степанович       | Україна    | 2016        |
| Кришталь Олег Олександрович    | Україна    | 2017        |
| Мюллер-Ґрафф Петер-Кристіан    | Німеччина  | 2018        |
| Картель Микола Тимофійович     | Україна    | 2019        |
| Мозер Міхаель                  | Австрія    | 2020        |
| Даниленко Андрій Іванович      | США        | 2021        |
| ван Ромпей Герман              | Бельгія    | 2022        |
| Плохій Сергій Миколайович      | США        | 2023        |